# François Antoine Morin
François Antoine Morin, est un homme politique français né le 27 février 1749 à Saint-Nazaire-d'Aude (Aude) et mort le 20 février 1810 à Paris.

## Biographie

### Mandat à la Constituante
En mai 1789, François Antoine Morin, alors avocat dans sa ville natale, est élu représentant du tiers état, le troisième sur quatre, pour la sénéchaussée de Carcassonne aux États généraux. Lors de son mandat à la Constituante, il s'abstient de voter sur la question du rattachement du Comtat Venaissin à la France.

### Mandat à la Convention
La monarchie constitutionnelle instituée par la constitution du 3 septembre 1791 prend fin à l'issue de la journée du 10 août 1792 : les bataillons de fédérés bretons et marseillais et les insurgés des faubourgs de Paris prennent le palais des Tuileries. Louis XVI est destitué et incarcéré avec sa famille à la tour du Temple.
En septembre 1792, François Antoine Morin est élu député du département de l'Aude, le sixième sur huit, à la Convention nationale.
Il siège sur les bancs de la Plaine. Lors du procès de Louis XVI, il vote le bannissement et se prononce en faveur de l'appel au peuple et du sursis à l'exécution de la peine. En avril 1793, il vote en faveur de la mise en accusation de Jean-Paul Marat. En mai de la même année, il vote en faveur du rétablissement de la Commission des Douze.
Il passe au Conseil des Cinq-Cents le 22 vendémiaire an IV et quitte cette assemblée en 1798.